# Зеленская волость
Зеленская волость — административно-территориальная единица Верхнеднепровского и Криворожского уезда Екатеринославской губернии с центром в селе Зелёное.

## История
26 февраля 1919 года вошла в состав новообразованного Криворожского уезда.
Ликвидирована 7 марта 1923 года.

## Характеристика
По состоянию на 1908 год состояла из 11 поселений. Население 6764 человека (3524 мужского пола и 3240 женского), 562 дворовых хозяйства.
Поселения волости:
- Зелёное — село при реке Зелёной в 75 верстах от уездного города, 5308 человек, 895 дворов.